# Nuvola
Nuvola は自由ソフトウェアのアイコンセット。GNU LGPL 2.1 でライセンス提供されている。作者は David Vignoni。名称は、SKY（空）というアイコンテーマから派生したことからイタリア語の「雲」に由来している。元はKDEやGNOMEといったデスクトップ環境向けに作られたが、Windows と Mac OS X 向けに再パッケージされた。最新版の 1.0 には約600個のアイコンが含まれている。デフォルトは PNG 形式だが、SVG 形式のものもある。
アプリケーションアイコンは特に様々な事物をカラフルで分かりやすく表現している。多くのアイコンは青を基調としているが、他の色調のものもある。

## 利用
KDEとGNOMEの他に、Nuvola は Pidgin や Amarok といったアプリケーションで使われている。OpenLab GNU/Linux では Nuvola がデフォルトのアイコンセットとして使われている。

## アイコン例

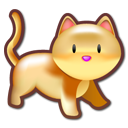
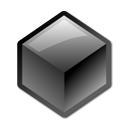
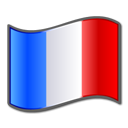
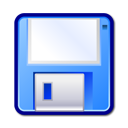
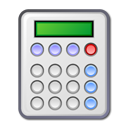
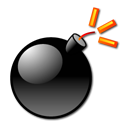
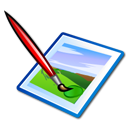
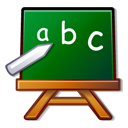
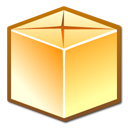
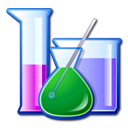
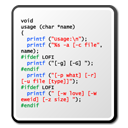
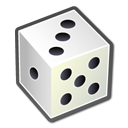
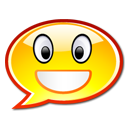
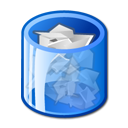
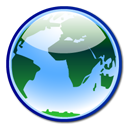
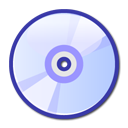
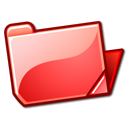
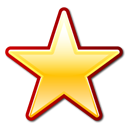
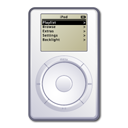
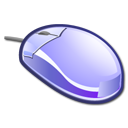
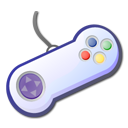
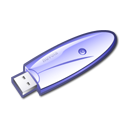
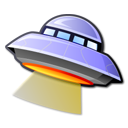
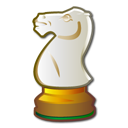
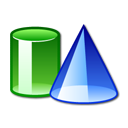
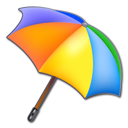
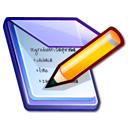
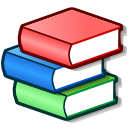
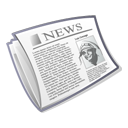